# Trachelyopterus lucenai
Trachelyopterus lucenai és una espècie de peix de la família dels auqueniptèrids i de l'ordre dels siluriformes que es troba a Sud-amèrica: Rio Grande do Sul (Brasil)